# Bahnstrecke Suchsdorf–Wik
| Blick auf den Bahnhof Kiel-Wik, 1961 |                                        |                                             |                                             |
| Streckennummer (DB): | 9105                                   |                                             |                                             |
| Streckenlänge: | 6,5 km                                 |                                             |                                             |
| Spurweite: | 1435 mm (Normalspur)                   |                                             |                                             |
| Streckengeschwindigkeit: | 25 km/h, im Bereich Uferstraße 20 km/h |                                             |                                             |
| |                                        |                                             |                                             |
| \| \| \| von Kiel \| \| \| \| 0,000 \| Suchsdorf \| Suchsdorf \| \| \| \| nach Flensburg \| \| \| \| 1,962 \| Projensdorfer Straße \| Projensdorfer Straße \| \| \| \| Anst Walterwerke \| \| \| \| 3,140 \| Uferstraße \| Uferstraße \| \| \| \| Kiel Nordhafen \| \| \| \| \| \| \| \| \| \| Kiel-Wik \| \| \| \| \| Fußweg zur Kanalfähre \| \| \| \| \| Anst Gaswerk / Kohlekraftwerk[3] \| \| \| \| \| \| \| \| \| \| Anst Tirpitzhafen (heute Raytheon Anschütz) \| \| \| \| \| Scheerhafen \| \| \| \| \| \| \| \| Quellen: [4][2] \| \| \| \| |                                        |                                             |                                             |
| Strecke |                                        | von Kiel                                    | von Kiel                                    |
| Bahnhof | 0,000                                  | Suchsdorf                                   | Suchsdorf                                   |
| Abzweig geradeaus und nach links |                                        | nach Flensburg                              | nach Flensburg                              |
| Bahnübergang | 1,962                                  | Projensdorfer Straße                        | Projensdorfer Straße                        |
| Abzweig geradeaus und ehemals nach links |                                        | Anst Walterwerke                            | Anst Walterwerke                            |
| Bahnübergang | 3,140                                  | Uferstraße                                  | Uferstraße                                  |
| Strecke · Betriebs-/Güterbahnhof Streckenanfang |                                        | Kiel Nordhafen                              | Kiel Nordhafen                              |
| Verschwenkung nach links · Verschwenkung nach rechts |                                        |                                             |                                             |
| Dienststation / Betriebs- oder Güterbahnhof |                                        | Kiel-Wik                                    | Kiel-Wik                                    |
| Bahnübergang |                                        | Fußweg zur Kanalfähre                       | Fußweg zur Kanalfähre                       |
| Abzweig geradeaus und ehemals nach rechts |                                        | Anst Gaswerk / Kohlekraftwerk               | Anst Gaswerk / Kohlekraftwerk               |
| |                                        |                                             |                                             |
| Abzweig geradeaus und nach rechts (Strecke außer Betrieb) |                                        | Anst Tirpitzhafen (heute Raytheon Anschütz) | Anst Tirpitzhafen (heute Raytheon Anschütz) |
| Betriebs-/Güterbahnhof Streckenende (Strecke außer Betrieb) |                                        | Scheerhafen                                 | Scheerhafen                                 |
| |                                        |                                             |                                             |
| Quellen: |                                        |                                             |                                             |

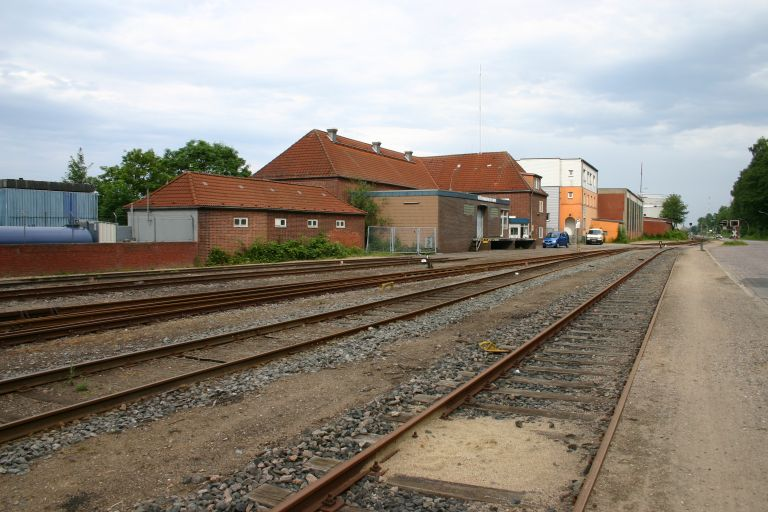
Bahnhof Kiel-Wik 2007

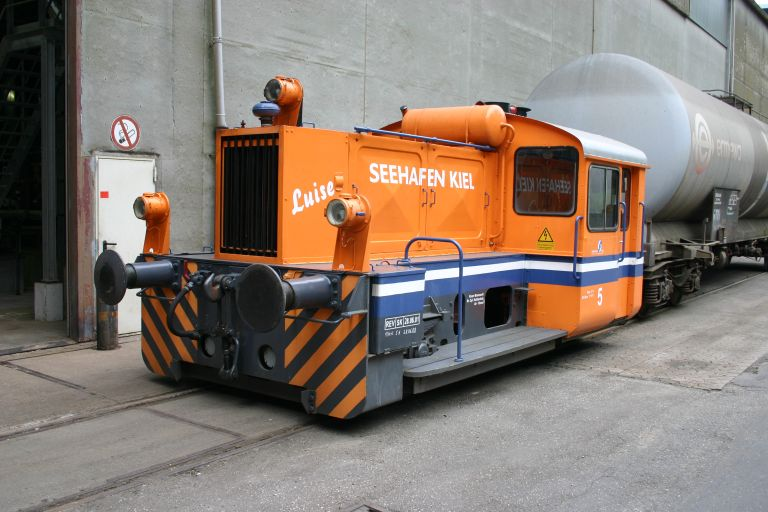
Rangierverkehr im Nordhafen

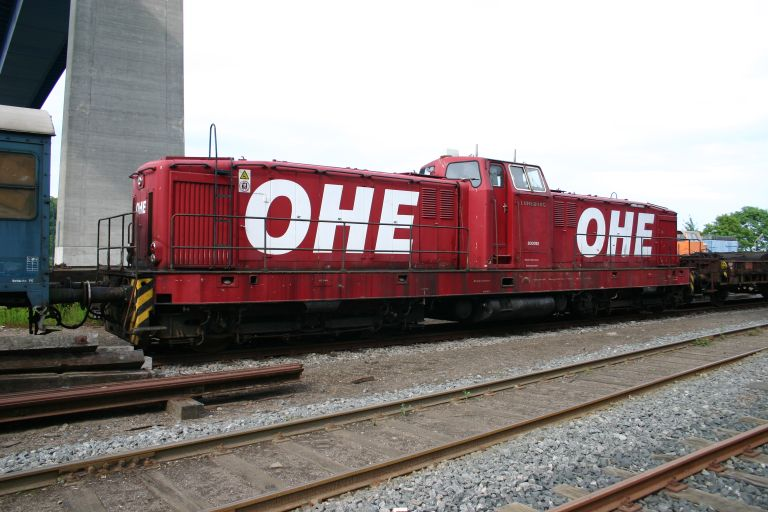
Im Betriebswerk Seehafen Kiel

Die Bahnstrecke Suchsdorf–Wik ist eine Bahnstrecke in Schleswig-Holstein. Sie entstand als Kleinbahn Suchsdorf–Wik im Ersten Weltkrieg, weil kriegsbedingt Fuhrwerke fehlten.

## Geschichte
Die Strecke zum Gaswerk Kiel-Wik wurde am 4. Juni 1918 als Privatanschlussbahn eröffnet. Die Stadt Kiel übernahm die Strecke am 27. August 1918, seit 9. November 1923 dient die Strecke dem öffentlichen Verkehr. Seit Beginn wurde die Bahnstrecke nur für den Güterverkehr genutzt.
Die Beförderungsleistungen waren immer sehr schwankend. 1950 wurden 227.000 t befördert, 1960 waren es nur noch 36.401 t, 1970 wieder 105.419 t. 1989 waren es 162.120 t. Durch Verlagerung des Hauptkunden ging der Verkehr ab 1996 rapide zurück. Der Verkehr liegt seit Anfang des 21. Jahrhunderts ziemlich brach, planmäßigen Verkehr gibt es nicht mehr. Für Probefahrten der 2006 am Nordhafen angesiedelten Fa. Voith spielt sie aber noch eine Rolle. Alle Fahrten auf der Strecke werden als Rangierfahrten durchgeführt.
Seit 1996 betrieb die aus den Hafen- und Verkehrsbetrieben der Landeshauptstadt Kiel hervorgegangene Seehafen Kiel GmbH & Co. diese Bahnstrecke. Seit 2007 gehörte die Strecke der DWK GmbH. 2010 ging sie an die Northrail technical Service über. 2017 wurde als Eigentümer die de Plasse consulting GmbH & Co. KG genannt, die zudem im Bahnhof Suchsdorf für die Gleise 3 und 4 verantwortlich zeichnet. 2020 ist wiederum die DWK GmbH als Tochterunternehmen der  de Plasse consulting GmbH & Co. KG Eigentümer.

## Strecke
Die Strecke beginnt im Bahnhof Suchsdorf an der Strecke Kiel–Flensburg. Sie führt in einer Rechtskurve durch einen Wald mit starkem Gefälle hinunter nach Kiel-Wik direkt am Nord-Ostsee-Kanal. In gleicher Richtung führt die Strecke zum Scheerhafen weiter, in Gegenrichtung bedient das Gleis den Nordhafen mit mehreren Industrieanschlüssen wie dem der Firma Voith. Dabei sind das Stauergleis direkt am Kai und der Anschluss der Firma Voith nur durch Tore zu erreichen. Im Betriebsgelände Voith waren einige Jahre mehrere Museumsfahrzeuge hinterstellt.
In der Wik befanden sich das Betriebswerk und die Lokleitung des Seehafens Kiel.

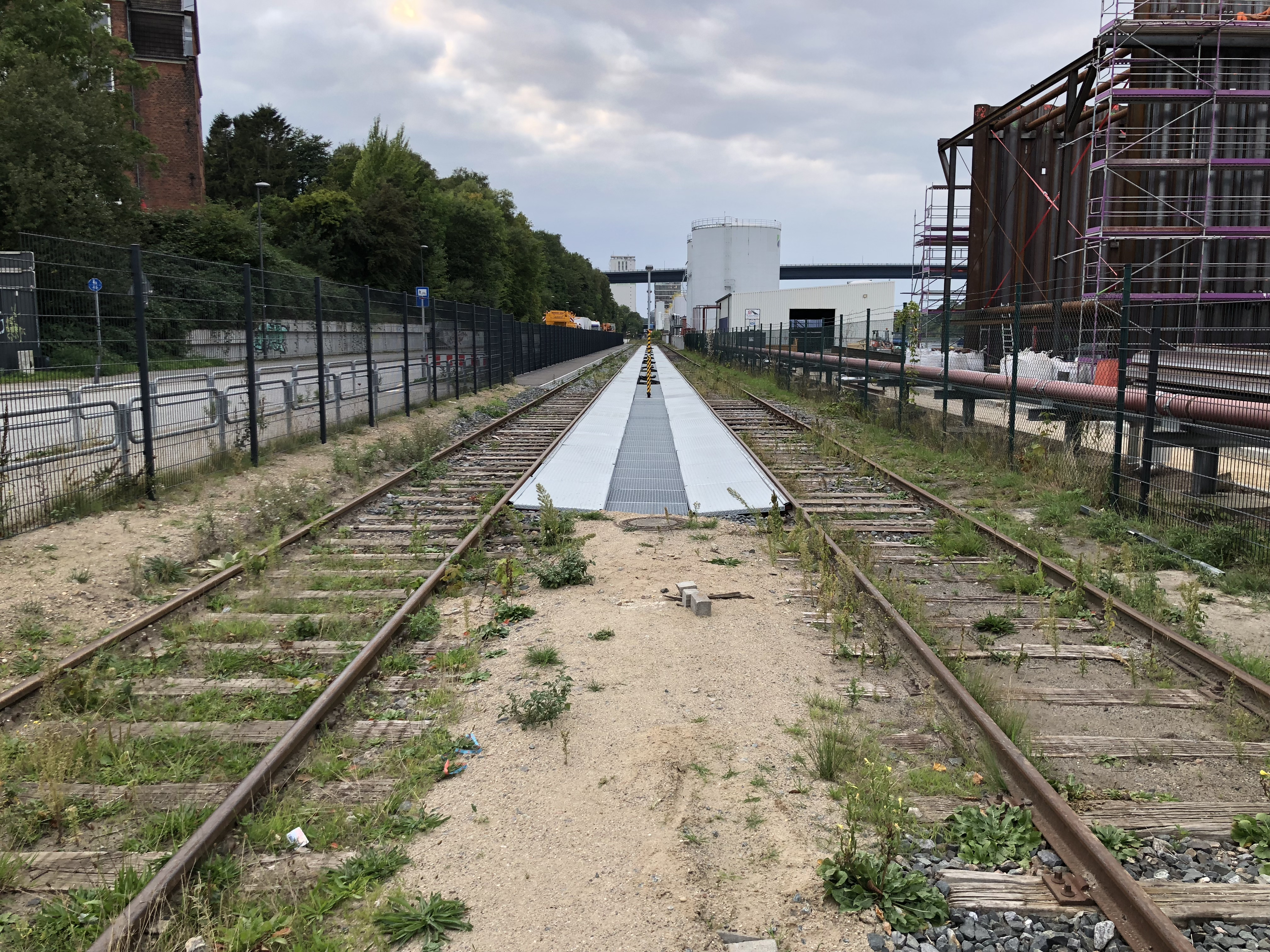
2018 erneuerte Öl-Verlade-Station am Ende der Schleusenstraße

Ab dem Bahnübergang zur Kanalfähre ist der Streckenabschnitt Richtung Scheerhafen gesperrt, der davon abzweigende Gleisanschluss zum Tirpitzhafen (heute Raytheon Anschütz) ist an vielen Stellen überbaut bzw. abgerissen. Die ehemalige Betriebsstelle Scheerhafen ist ebenso nicht mehr erreichbar. Auf den Gleisanlagen wurde ein Wohnmobilstellplatz und ein Kiosk mit Parkplatz errichtet.

## Fahrzeuge
Die ersten Lokomotiven wurden gebraucht erworben. 1922 erwarb die Stadt Kiel eine Lokomotive vom Typ Bismark, die vorher vom Reichsvermögensamt auf der Anschlussbahn eingesetzt war, spätestens 1924 eine Lokomotive des preußischen Typs T 9 Elberfeld.